# Wolfgang Blümel (Eishockeyspieler)
Wolfgang Blümel (* 2. März 1927 in Weißwasser/Oberlausitz; † 3. Februar 2021 ebenda) war ein deutscher Eishockeyspieler und -trainer, der von 1950 bis 1961 bei der SG Dynamo Weißwasser in der DDR-Oberliga aktiv war.

## Karriere
Wolfgang Blümel wurde 1927 geboren und spielte Anfang der 1940er Jahre gemeinsam mit Kurt Stürmer in der schlesischen Auswahl um die Deutsche Jugendmeisterschaft. Nach dem Ende des Zweiten Weltkriegs und seiner Rückkehr aus der Kriegsgefangenschaft litt er unter den Folgen der Gefangenschaft. Er arbeitete als Schlosser im „Spezialglaswerk Einheit“. In seiner Freizeit trainierte er auf dem Braunsteich. Zusammen mit Kurt Stürmer, Siegfried und Paul Mann gewann er 1951 die erste DDR-Meisterschaft für Weißwasser. Insgesamt gewann Blümel in seiner aktiven Laufbahn elf Meistertitel und absolvierte 56 Länderspiele für die Eishockeynationalmannschaft der DDR. 1961 beendete er seine Spielerkarriere und arbeitete bis 1966 als Trainer der Dynamo-Mannschaft und später im Juniorenbereich. Blümel verstarb im Februar 2021 im Alter von 93 Jahren.

## Erfolge und Auszeichnungen
- 11 DDR-Meistertitel mit der SG Dynamo Weißwasser

## Karrierestatistik
(Legende zur Spielerstatistik: Sp oder GP = absolvierte Spiele; T oder G = erzielte Tore; V oder A = erzielte Assists; Pkt oder Pts = erzielte Scorerpunkte; SM oder PIM = erhaltene Strafminuten; +/− = Plus/Minus-Bilanz; PP = erzielte Überzahltore; SH = erzielte Unterzahltore; GW = erzielte Siegtore; 1 Play-downs/Relegation; Kursiv: Statistik nicht vollständig)